# Südbrookmerland
Südbrookmerland es un municipio situado en el distrito de Aurich, en el estado federado de Baja Sajonia (Alemania), a una altitud de 3 metros. Su población a finales de 2016 era de unos 18 500 habitantes y su densidad poblacional, 190 hab/km².
Se encuentra ubicado a poca distancia al sur del mar del Norte y al este de Países Bajos.